# Aeropuerto de Grand-Case Espérance
El Aeropuerto de Grand-Case Espérance (en francés: Aéroport de Grand-Case Espérance) (IATA: SFG/CCE, ICAO: TFFG) también conocido como Aeródromo de Grand Case (francés: Aérodrome de Grand-Case Espérance), es un aeropuerto de uso público ubicado en Grand Case, en el lado francés (Saint-Martin) de la isla caribeña de San Martín. El aeropuerto es utilizado sólo para aviones más pequeños, para vuelos regionales, siendo el Aeropuerto Internacional Princesa Juliana (PJIA) en el lado holandés (Sint Maarten) de la isla, el aeropuerto más grande que sirve a todos los principales operadores, incluyendo a destinos internacionales.
En 1994, el Reino de los Países Bajos y Francia firmaron el tratado franco- holandés sobre los controles fronterizos de San Martín, que permite el control conjunto de las fronteras franco-holandesas sobre los llamados "vuelos de riesgo". Después de algún retraso, el tratado fue ratificado en noviembre de 2006 en los Países Bajos , y posteriormente entró en vigor el 1 de agosto de 2007. A pesar de que el tratado ya está en vigor , sus disposiciones aún no se implementan totalmente como el grupo de trabajo especificado en el tratado que aún no es instalado.

## Aerolíneas y destinos
| Aerolíneas              | Destinos                                        |
| ----------------------- | ----------------------------------------------- |
| Air Antilles            | Pointe-à-Pitre                                  |
| Air Caraïbes            | Pointe-à-Pitre                                  |
| St Barth Commuter       | San Bartolomé Chárter: Dominica-Canefield       |
| Trans Anguilla Airways  | Chárter: Anguila                                |
| West Indies Helicopters | Chárter: San Bartolomé, Pointe-à-Pitre, Anguila |

## Estadísticas
Ver fuente y consulta Wikidata.